# 안국동천
안국동천(安國洞川)은 옥류천으로 합류하던 하천이다. 현재는 계곡수가 유입되는 상류의 일부분을 제외하고 모두 복개되었다. 준천사실에는 안국동지수(安國洞之水)로, 동국여지비고에는 안국동(安國洞)으로 되어 있고, 한경지략에는 누락되어 있다.
원래는 장통교와 수표교 사이에서 청계천으로 바로 합류하였다. 그러나 하천이 자주 범람하자 1421년, 물길을 종로의 남쪽에서 동쪽으로 선회하여 옥류천의 이교(二橋) 부근으로 합수하도록 바꾸었다.
북악산에서 발원한 두 갈래의 물길을 합하여 부르는 명칭이다. 그중 큰 물길을 대안국동천(大安國洞川)이라고 하며, 이에 상대하여 작은 물길을 소안국동천(小安國洞川)이라고도 하는데, 보통 안국동천으로 통칭한다.

## 과거의 다리
조선 시대의 안국동천의 다리 목록이다.
- 통운교(通雲橋) : 종로2가 30번지 동남쪽 탑골공원 부근에 있었으며[4], 속칭으로는 철물교(鐵物橋)라고 불렸다.[5]